# Bejucal (ort i Kuba)
Bejucal är en ort i Kuba.   Den ligger i provinsen Provincia Mayabeque, i den västra delen av landet, 23 km söder om huvudstaden Havanna. Bejucal ligger 110 meter över havet och antalet invånare är 18 123.
Terrängen runt Bejucal är platt, och sluttar västerut. Runt Bejucal är det ganska tätbefolkat, med 96 invånare per kvadratkilometer. Närmaste större samhälle är Boyeros, 8,8 km norr om Bejucal. Trakten runt Bejucal består till största delen av jordbruksmark.